# Conjunt urbanístic format per les places del Portal i de la Vila
El Conjunt urbanístic format per les places del Portal i de la Vila és una obra de Bràfim (Alt Camp) protegida com a bé cultural d'interès local.

## Descripció
El nucli de Bràfim es va desenvolupar a l'entorn de l'església, situada a la plaça de la Vila per un costat i a la plaça del portal per l'altre, que es va construir a finals del segle xvii, època d'esplendor del poble. Ambdues es comuniquen per un pas cobert que presenta, a banda i banda, arcs rebaixats i adovellats. Destaquen alguns dels edificis situats dins el conjunt.